# Арсенов Валерій Вікторович
Валерій Вікторович Арсенов (24 червня 1966 — 28 лютого 1986) — Герой Радянського Союзу, «воїн-інтернаціоналіст», учасник Афганської війни (1979—1989), рядовий, розвідник-гранатометник 173-го окремого відділення спеціального призначення м. Кандагар 22-ї гвардійської окремої бригади спеціального призначення ГРУ ГШ МО СРСР 40-ї Армії Червонопрапорний Туркестанський військовий округ, (10 листопада 1986).

## Біографія
Народився 24 червня 1966 року в обласному центрі Донецької області в місті Донецьку в сім'ї робітника. Українець. З четвертого по восьмий клас навчався у середній школі № 60. У 1982 році вступив спеціальне професійно-технічне училище № 23 міста Донецька та у 1985 році закінчив його. Працював слюсарем-збирачем металоконструкцій на одному із заводів Донецька.
До Радянської Армії призваний 30 травня 1985 року Куйбишевським районним військовим комісаріатом міста Донецька. Пройшов курс військової підготовки з техніки ведення бою у гірській та пустельній місцевості, освоїв спеціальність «розвідник-гранатометник». З жовтня проходив службу у складі 173-го окремого загону спеціального призначення ГРУ Генерального Штабу ЗС СРСР, який діяв у складі обмеженого контингенту радянських військ в Афганістані на території провінції Кандагар. Виконав 15 бойових виходів.

## Подвиг
…28 лютого 1986 року, беручи участь у бою з переважаючими силами бунтівників, старший розвідник-гранатометник, 19-річний комсомолець рядовий Валерій Арсенов був тяжко поранений, але продовжував вести вогонь. У критичну хвилину бою відважний воїн ціною своєї життя закрив від ворожих куль командира роти.

## Звання Герой Радянського Союзу
Указом Президії Верховної Ради СРСР від 10 листопада 1986 року — «За мужність і героїзм, виявлені при наданні міжнародної допомоги народу ДРА, рядовому Арсенову Валерію Вікторовичу посмертно присвоєно звання Героя Радянського Союзу» .

## Нагороди
- Орден Леніна
- Медаль «Золота Зірка» Героя Радянського Союзу (№ 11550)

## Пам'ять
- Похований на цвинтарі селища Грабарі, міста Донецьк, Україна.
- 31 грудня 1986 року на згадку про Героя рішенням Донецької міської Ради народних депутатів вулиця, де розташований будинок, у якому проживав Валерій, перейменована на вулицю Валерія Арсенова; у Куйбишевському районі міста Донецька, 7 вересня 2010 року у сквері біля будинку культури ім. Куйбишева встановлено пам'ятник
- У будівельному ліцеї № 23 міста Донецька (раніше СПТУ № 23 міста Донецька, вулиця Лермонтова, 1а) обладнано меморіальний музей; на будинку (вулиця Арсенова, 16), у якому жив герой, і на будівлі училища, де він навчався, встановлені меморіальні дошки; з 1987 року в Донецьку щорічно проводився міжнародний турнір з боксу серед молоді пам'яті Героя Радянського Союзу В. В. Арсенова.